# 奧頓維爾 (加利福尼亞州)
奧頓維爾（英語：Ortonville）是位於美國加利福尼亞州文圖拉縣的一個非建制地區。該地的面積和人口皆未知。

## 地理
奧頓維爾的座標為34°19′17″N 119°17′29″W / 34.32139°N 119.29139°W，而該地的平均海拔高度為45米（即148英尺）。